# Ed, Edd și Eddy (sezonul 5)
Al cincilea sezon din serialul Ed, Edd și Eddy este compus din 22 de episoade și a fost pentru prima dată difuzat în 1 octombrie 2005 iar ultimul episod în data de 11 mai 2007 pe Cartoon Network. Seria se desfășoară în jurul a trei adolescenți cunoscuți ca „Ezii”, care-și duc viața printr-un cartier suburban cul-de-sac. Neoficial conduși de Eddy, cei trei Ezi tot încearcă să scoată bani ducându-i de nas pe ceilalți copii pentru a-și cumpăra ceea ce le place cel mai mult: sfarmă-fălci. De cele mai multe ori planul lor eșuează, sfârșind în situații stânjenitoare. Sezonul poate fi achiziționat de pe iTunes Store, și a apărut neoficial și în Thailanda.

## Distribuție
Distribuția rămâne aceeași ca și cea din sezonul 4; Matt Hill, Samuel Vincent și Tony Sampson au dat glas personajelor Ed, Dublu D și Eddy. David Paul Grove l-a dublat pe Jonny, iar Keenan Christenson pe Jimmy. La fel pentru Sarah (Janyse Jaud), Kevin (Kathleen Barr), Rolf (Peter Kelamis), Marie (Kathleen Barr) și Lee (Janyse Jaud), Nazz și May Kanker (Jenn Forgie).

## Episoadele
În descrierea episoadelor apare titlul tradus în limba română de studioul de dublaj. 
Notă: Toate episoadele au fost regizate de Danny Antonucci, cu excepția lui „Smile for the Ed”, regizat de Scott Underwood.
| |                                                             |                                                                                    |                   |  |  |  |
| 53 | „Mission Ed-Possible / Every Which Way but Ed”              | Danny Antonucci & Mike Kubat / Danny Antonucci & Jono Howard                       | 4 noiembrie 2005  |  |  |  |
| Misiune Ed-posibilă: Ed și Eddy încearcă să-l oprească pe Dublu D, care a fost trimis de director să le transmită notele părinților lor. Oricum în-afară de Ed: Episod retrospectiv care arată povești alternative. Ezii încearcă să se-ntoarce în locul unde au început. În această călătorie multe lucruri sunt explicate, inclusiv zgârietura lui Scândură (care s-a blocat în dinții lui Rolf) și de ce Jimmy poartă aparat dentar (Ezii l-au păcălit dându-i în locul unui cornet de înghețată o popică mascată). |                                                             |                                                                                    |                   |  |  |  |
| 54 | „Boom Boom Out Goes the Ed / Cleanliness is Next to Edness” | Danny Antonucci & Keith Giffen / Danny Antonucci & Rachel Connor                   | 11 noiembrie 2005 |  |  |  |
| Boom Boom, afară cu Ed: Cade curentul, și toți se-ntreabă ce s-a-ntâmplat. Ed provoacă panică în jur punând vina penei de curent pe „cârtițe mutante” (o parodie după C.H.U.D. și The Mole People), iar Eddy încearcă să facă un profit din asta. Între timp, Rolf îl încurajează pe Kevin să meargă să pornească curentul, iar Dublu D își depășește frica de canalele neigienice ca să-și susțină propria investigație. Ezii cei curați: Dublu D este gata să facă duș dimineața, dar intră în baie și află că este în reparații. El încearcă cu disperare să facă duș la vecini, dar devine din ce în ce mai murdar în căutarea unui loc de îmbăiat. Devine atât de murdar încât nimeni nu-l mai ajută. |                                                             |                                                                                    |                   |  |  |  |
| 55 | „Out with the Old, in with the Ed”                          | Danny Antonucci, Jono Howard & Mike Kubat                                          | 18 noiembrie 2005 |  |  |  |
| Se schimbă lucrurile, vine Ed: Eddy încearcă să-i convingă pe copiii din cartier (și pe el însuși) că încă mai este vară, chiar dacă este ziua de dinaintea începerii anului școlar. La școală, Ezii află c-au fost trimiși în clase separate, și trebuie să negocieze cu surorile Kanker dacă mai vor să-și petreacă anul școlar împreună. |                                                             |                                                                                    |                   |  |  |  |
| 56 | „I Am Curious Ed / No Speak Da Ed”                          | Danny Antonucci & Jono Howard                                                      | 25 noiembrie 2005 |  |  |  |
| Ed cel curios: Sarah și Jimmy descoperă că peștele lui Jimmy are peștișori și încearcă să afle de unde vin ei, dar când pun această întrebare altor copii, primesc răspunsuri diferite. Le cer și ajutorul Ezilor, dar nici chiar ei nu se pot pune de-acord în ceea ce privește subiectul reproducerii. Ed nu vorbește: Ed primește din partea prietenului prin corespondență mai multe cadouri pe tema lupilor. Ajunge să sufere din cauza mâniei lui Rolf, care realizează că așa-zisul prieten prin corespondență este de fapt vechiul său inamic de moarte, farsor, și îi trimite pe Ezi în Norvegia. |                                                             |                                                                                    |                   |  |  |  |
| 57 | „Cool Hand Ed / Too Smart for His Own Ed”                   | Danny Antonucci & Jono Howard / Danny Antonucci, Rachel Connor & Mike Kubat        | 31 martie 2006    |  |  |  |
| Ed cel șmecher: Eddy vrea să evadeze din școală, fiind ajutat de Ed, Dunlu D, Jonny și Scândură. Mai deștept decât Ed-cazul: Dublu D se simte umilit după ce a pierdut în fața lui Ed la concursul anual de rostit cuvinte pe litere. Ceilalți copii cred că și-a ieșit din mână, și îi cer ajutorul lui Ed la teme (chiar dacă Eddy insistă ca ei să plătească pentru acest privilegiu). Între timp, Jonny încearcă să-și ia revanșa în fața lui Nazz după ce l-a eliminat pe Scândură din același concurs pentru că n-a rostit un cuvânt destul de clar. |                                                             |                                                                                    |                   |  |  |  |
| 58 | „Who's Minding the Ed / Pick an Ed”                         | Danny Antonucci, Jono Howard & Mike Kubat / Danny Antonucci & Keith Giffen         | 28 iunie 2006     |  |  |  |
| Cine are grijă de Ed?: Când Rolf merge la reuniunea familiei, îl pune pe Ed să aibă grijă de animalele sale. Alege un Ed: După ce Eddy citește pe un perete mesajul „Eddy este un fraier fără gât”, el se deghizează dându-se drept „Carl” ca să afle cine a scris mesajul. Este surprins de faptul că toți copiii îl tratează cu respect. Eddy decide să scape de Ed și Dublu D și să iasă cu alți copii, dar Dublu D este determinat să-l găsească. |                                                             |                                                                                    |                   |  |  |  |
| 59 | „Truth or Ed / This Won't Hurt an Ed”                       | Danny Antonucci, Rachel Connor & Michael Hockney / Danny Antonucci & Rachel Connor | 3 iulie 2006      |  |  |  |
| Adevărul sau Ed: Eddy începe să publice un ziar plin cu minciuni despre alți copii, și le vinde contra-cost. Nu doare de Ed-loc: Când Eddy descoperă de ce suferă Kevin, și anume tripanofobie (frica de ace), profită de el răspândind în școală vestea că este ziua vaccinării. |                                                             |                                                                                    |                   |  |  |  |
| 60 | „Tinker Ed / The Good, the Bad and the Ed”                  | Danny Antonucci & Rachel Connor / Danny Antonucci, Rachel Connor & Jono Howard     | 14 august 2006    |  |  |  |
| Zâna Ed: Jimmy nu mai crede în basme după o înșelătorie eșuată. Sarah le zice Ezilor să rezolve această problemă până la apus (s-a dovedit că era o capcană). Între timp, Rolf crede că toată lumea îi vrea rucsacul cu cârnaț. Bunul, răul și Ed-ul: Eddy încearcă să dovedească faptul că Cercetașii Urbani sunt o adunătură de lași provocându-l pe Rolf să câștige cea mai grea de adjudecat insignă: Insigna Pieptului Păros a Rezistenței. |                                                             |                                                                                    |                   |  |  |  |
| 61 | „Tight End Ed / 'Tween a Rock and an Ed Place”              | Danny Antonucci, Rachel Connor & Jono Howard / Danny Antonucci & Rachel Connor     | 28 august 2006    |  |  |  |
| Ed la strâmtoare: Echipa de fotbal a Peach Creek are de jucat un meci cu Lemon Brook, rivalii lor de moarte, dar echipa n-are nicio speranță. Nazz crede că acest lucru se datorează moralului scăzut, așa că decide să-l facă pe Ed mascota echipei. În timpul jocului, Eddy devine gelos pe faptul că spectatorii îl adulează pe Ed și nu pe echipa de fotbal, așa că Eddy încearcă să-și facă propria mascotă. 'O stânca și un loc Ed: Jonny îi invită pe Ezi la petrecerea de Ziua Arborilor. Eddy speră că la petrecere o să vină și toți ceilalți copii ca să devină și mai popular, dar nu mai vine nimeni. |                                                             |                                                                                    |                   |  |  |  |
| 62 | „All Eds are Off / Smile for the Ed”                        | Danny Antonucci & Rachel Connor / Danny Antonucci, Rachel Connor & Michael Hockney | 13 aprilie 2007   |  |  |  |
| Toți Ezii afară: Ezii, Kevin, Rolf și Jonny pun pariu: cine poate să se abțină de la obiceiurile enervante cel mai mult timp, câștigă bani. Ed trebuie să se oprească din a mai mânca sos, Dublu D trebuie să nu mai folosească cuvinte complicate (monosilabice), Eddy este obligat să nu mai vorbească cu voce tare, Jonny trebuie să meargă fără Scândură, Kevin trebuie să nu-i mai facă pe Ezi „cretini” iar Rolf nu mai poate mânca deloc carne. Câștigătorul ia 1,25$, cu fiecare pariind 25 de cenți (și Eddy este determinat să trișeze ca să-și atingă scopul). Zâmbește-i lui Ed: Eddy se poate muta acum în camera fratelui său mai mare dacă face o poză bună la școală. Kevin îi distrage atenția lui Eddy când se face poza, care n-a mai ieșit cum trebuie. Kevin decide să folosească poza în avantajul său, răspândind-o în toată școala. |                                                             |                                                                                    |                   |  |  |  |
| 63 | „Run, Ed, Run / A Town Called Ed”                           | Danny Antonucci, Rachel Connor & Michael Hockney                                   | 20 aprilie 2007   |  |  |  |
| Fugi Ed, Fugi: Din cauza unei certe între Eddy și Sarah despre locurile în autobuz, ea îl păcălește pe Ed să-i protejeze prietenii de „cerul care cade”. Dublu D și Eddy nu pot să-i schimbe părerea lui Ed, dar încearcă de mai multe ori să prindă autobuzul care o să-i ducă la fabrica de sfarmă-fălci. Un oraș pe nume Ed: Ezii nu mai au voie să ia parte la petrecerea maraton cu monster truck-uri a lui Kevin. Ei descoperă o carte prin care se susținea că strămoșii lui Eddy au fondat Peach Creek, iar Eddy încearcă să se folosească de această informație ca să-i facă pe copii să părăsească petrecerea lui Kevin. |                                                             |                                                                                    |                   |  |  |  |
| 64 | „A Fistful of Ed”                                           | Danny Antonucci, Michael Hockney & Scott Underwood                                 | 28 aprilie 2007   |  |  |  |
| Dublu D o rănește accidental pe Lee Kanker, făcându-i pe toți să creadă că a început să apeleze la violență. El face apoi mai multe greșeli în timpul școlii care duc la lovirea sau rănirea celorlalți copii. După ce toți copiii se feresc de Dublu D, Jimmy este cel care-și ia misiunea de a-i restabili reputația. |                                                             |                                                                                    |                   |  |  |  |